# Hanukkah

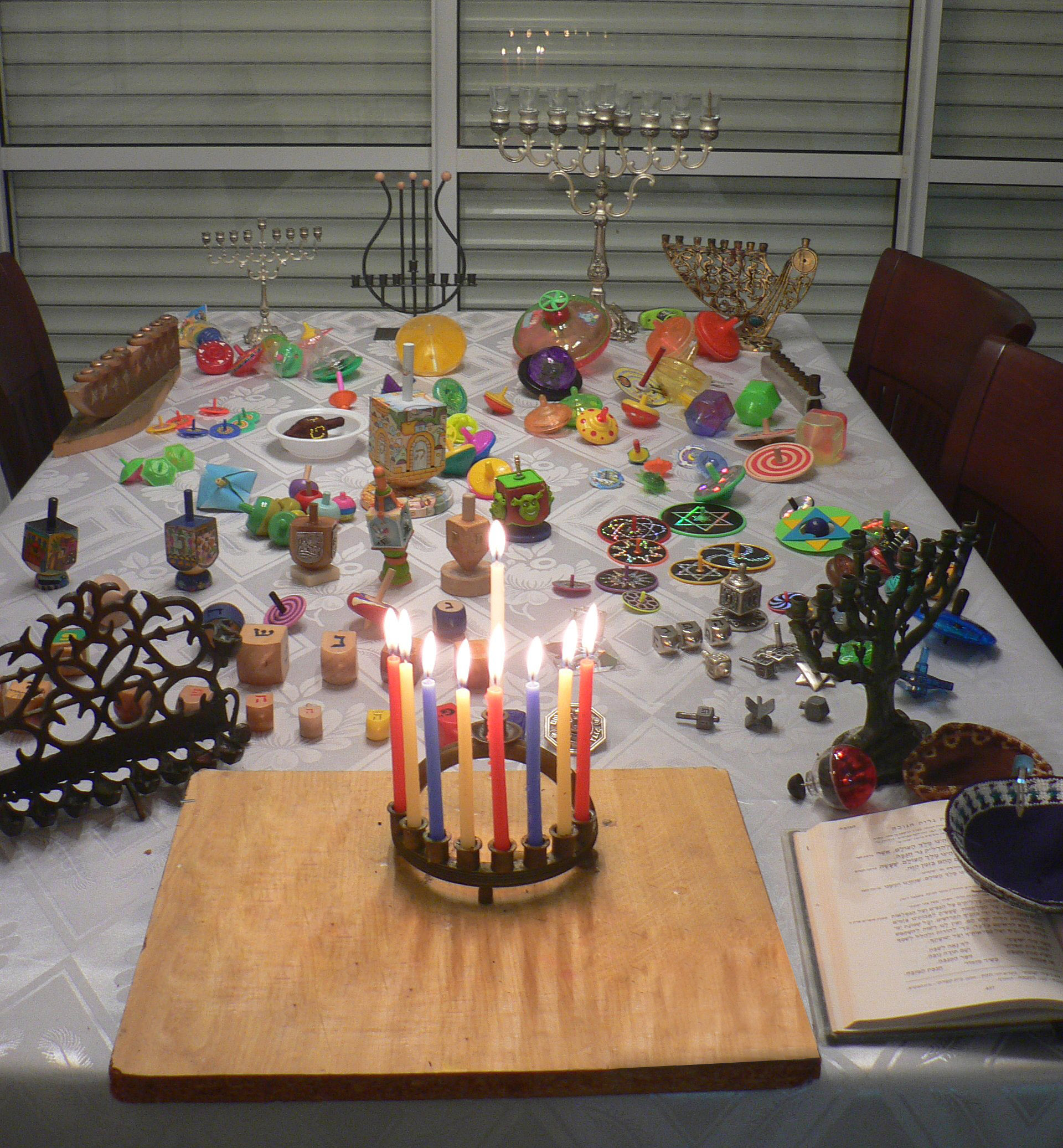
Hanukkah table

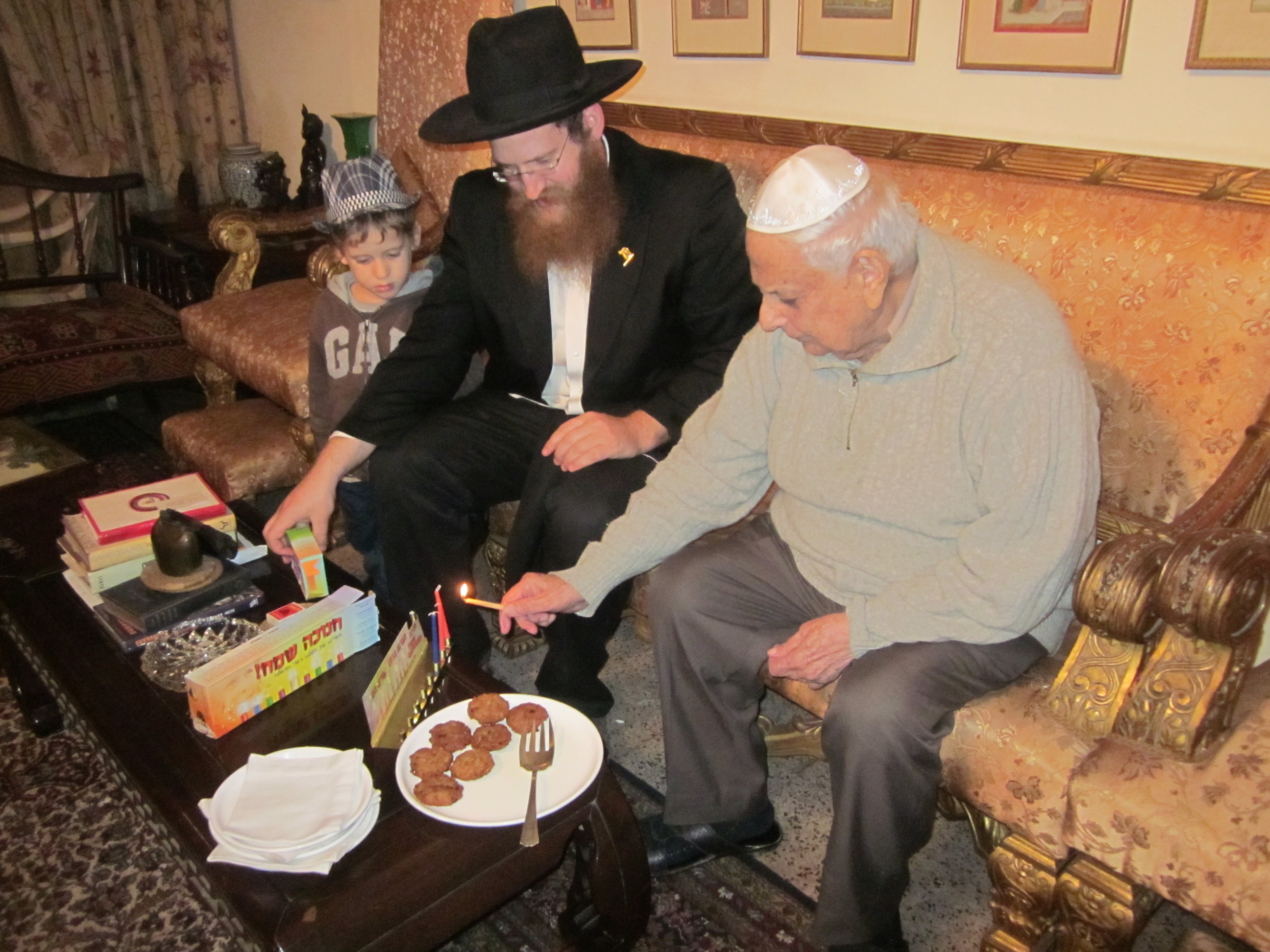
Người Do Thái thắp nến menorah trong nhà để kỷ niệm Hanukkah

Hanukkah (tiếng Hebrew: חנוכה) là một lễ hội truyền thống kéo dài tám ngày của dân tộc Do Thái. Lễ hội bắt đầu vào ngày thứ 25 của tháng Kislev (tháng thứ ba của năm dân sự và tháng thứ chín của năm giáo hội theo lịch Do Thái), vốn có thể rơi vào bất kỳ lúc nào giữa tháng 11 đến cuối tháng 12 dương lịch. Hanukkah còn có tên gọi là Lễ hội Ánh sáng.
Đặc điểm nổi bật của lễ hội là người dân sẽ thắp một ngọn đèn vào mỗi đêm của lễ hội, cho đến đêm thứ 8 sẽ có 8 ngọn đèn được thắp sáng.

## Tưởng niệm

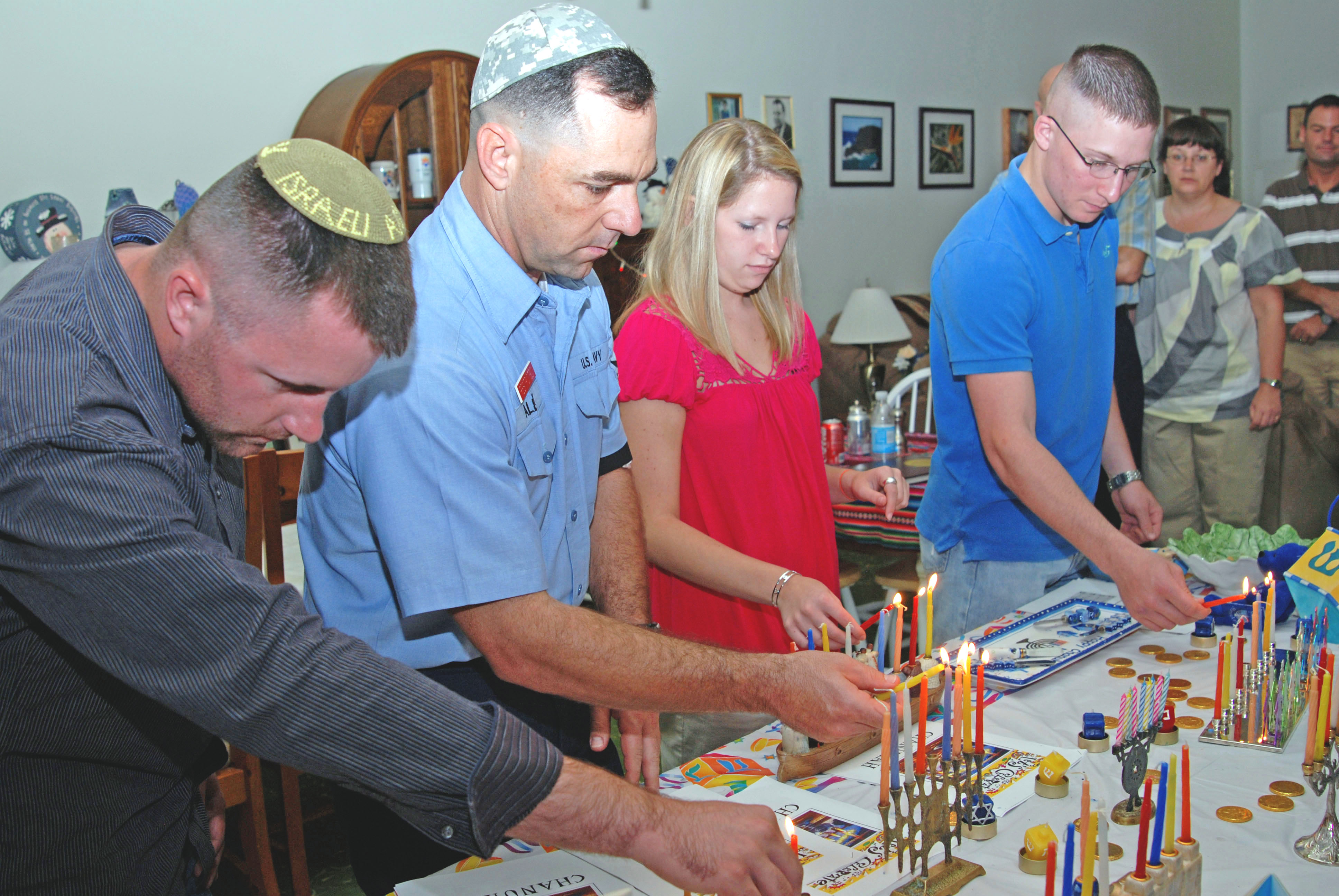
Quân đội Hoa Kỳ thắp nến Hanukkah

Hanukka trong tiếng Do Thái có nghĩa là "dâng tặng", đánh dấu ngày người dân Do Thái giành lại Jerusalem và Ngôi đền thiêng từ tay vương quốc Seleukos vào năm 168 trước CN.
Theo kinh Torah thì sau khi chiếm được Jerusalem, vua Seleukos Antiochos IV Epiphanes đã đặt đạo Do Thái ra ngoài vòng pháp luật, và cho dựng những tượng thần Hy Lạp bên ngoài Ngôi đền thiêng của Jerusalem. Sau chiến thắng của vị anh hùng Maccabe trong Cuộc khởi nghĩa Maccabee, Jerusalem được thu hồi và Ngôi đền được làm lễ Hiến dâng.
Theo truyền thuyết, người Do Thái dựng một cột lớn bên trong có chứa dầu oliu để thắp lại ngọn lửa vĩnh cửu tại đây, nhưng người ta không kiếm đủ dầu sạch để cho vào cột đèn đó nhưng do một phép lạ, ngọn lửa đã cháy liên tục trong 8 ngày liền.
Vì vậy, Lễ hội ánh sáng được tổ chức cùng với lễ đốt nến truyền thống. Tám cây nến được cắm trên cùng một chiếc bàn nến gọi là Menorah. Mỗi ngày người ta đốt cháy hết một cây nến và Lễ hội sẽ kết thúc khi cây nến thứ tám được đốt hết.
Trong 8 ngày kỷ niệm Hanukkah, tín đồ Do Thái giáo thực hiện một số nghi lễ như kiêng kỵ các thông tục thường ngày và đọc kinh cầu nguyện.
Không khí của Hanukkah cũng thiêng liêng như lễ Giáng sinh với những lễ vật cổ truyền và những món ăn truyền thống để trao đổi nhau trong thời gian lễ hội.

## Maoz Tzur

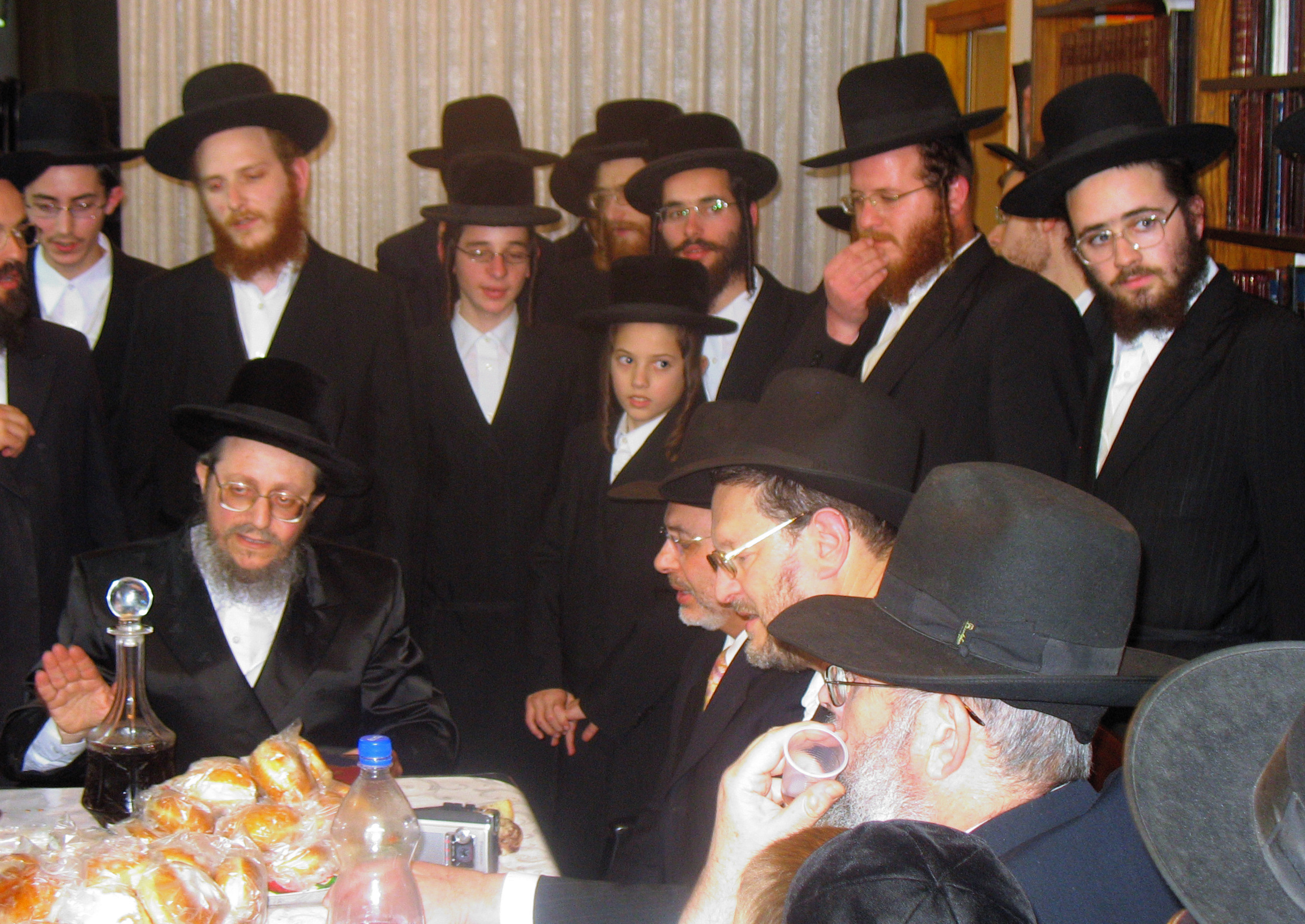
Người Do Thái Ashkenazi tụ họp tổ chức lễ Hanukkah

## Phong tục khác

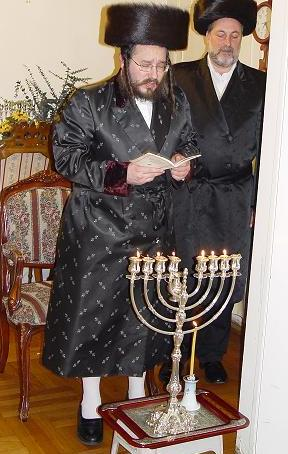
Người Do Thái đọc kinh cầu nguyện với mấy cây nến